# Пазарджик (община)
Пазарджик (болг. Община Пазарджик) — община в Болгарии. Входит в состав Пазарджикской области.
Население составляет 122 282 человека (на 15.09.2006 г.).

## Состав общины
В состав общины входят следующие населённые пункты:
1. Алеко-Константиново
2. Априлци
3. Братаница
4. Величково
5. Гелеменово
6. Главиница
7. Говедаре
8. Дебрыштица
9. Добровница
10. Драгор
11. Звыничево
12. Ивайло
13. Крали-Марко
14. Ляхово
15. Мало-Конаре
16. Мирянци
17. Мокриште
18. Овчеполци
19. Огняново
20. Пазарджик
21. Паталеница
22. Пиштигово
23. Росен
24. Сарая
25. Сбор
26. Синитово
27. Тополи-Дол
28. Хаджиево
29. Цар-Асен
30. Црынча
31. Черногорово
32. Юнаците